# Vicia montenegrina
Vicia montenegrina är en ärtväxtart som beskrevs av Josef Joseph Rohlena. Vicia montenegrina ingår i släktet vickrar, och familjen ärtväxter. Inga underarter finns listade i Catalogue of Life.